# Ardistomis puncticollis
Ardistomis puncticollis är en skalbaggsart som beskrevs av Pierre François Marie Auguste Dejean. Ardistomis puncticollis ingår i släktet Ardistomis och familjen jordlöpare. Inga underarter finns listade i Catalogue of Life.